# Miguel Corte-Real
Miguel Corte-Real (env. 1448 – 1502 ?) était un explorateur portugais du XVe siècle.

## Biographie
Il était fils de João Vaz Corte-Real, et frère de Gaspar (lui aussi explorateur) et Vasco Anes.
Après le voyage de Gaspar en 1500, Miguel et Gaspar Corte-Real entreprennent le 15 mai 1501 une nouvelle expédition vers le Groenland avec trois navires. Face aux conditions météorologiques et aux icebergs, ils ne peuvent plus suivre la route utilisée par Gaspar l'année précédente, et prennent un cap plus au sud, et atteignent la terre, vraisemblablement au Labrador et à Terre-Neuve. Ils y capturent une soixantaine d'indigènes Béothuks et se séparent début septembre, Miguel rentrant au Portugal avec deux des navires, Gaspar continuant vers le sud. Il n'existe aucune trace de Gaspar après cette séparation.
Le 10 mai 1502, sans nouvelle de Gaspar, Miguel entreprend une expédition à sa recherche avec trois nouveaux bateaux. Arrivés à Terre-Neuve fin juin, là où ils avaient quitté Gaspar, ils se séparent pour faciliter leur recherche, et se donnent rendez-vous le 20 août. Seuls deux des bateaux y parviennent ; celui de Miguel n'a jamais été retrouvé, et il a vraisemblablement été emporté par une tempête. Les deux autres bateaux rentrent au Portugal. Selon Henry Harrisse, il s'agit là de la première exploration systématique de l'île de Terre-Neuve.
Selon certains historiens dont Edmund B. Delabarre, Miguel Corte-Real aurait atteint le continent américain, et aurait gravé des inscriptions à Dighton Rock, qui se trouve aujourd'hui dans le territoire du Massachusetts. Les inscriptions seraient un padrão grossier, une stèle indiquant la revendication portugaise de ce territoire. Cette hypothèse rencontre peu de soutien chez les historiens.
Le seul frère survivant, Vasco Anes Corte-Real, tente de monter une nouvelle expédition de recherche, mais n'obtient pas la permission du roi de partir lui-même. Le roi affrète cependant deux navires pour chercher les disparus, mais ils reviennent bredouilles.
Terre-Neuve a longtemps été appelée « Terre des Corte-Real » en leur honneur.